# Nocticanace wirthi
Nocticanace wirthi is een vliegensoort uit de familie van de Canacidae. De wetenschappelijke naam van de soort is voor het eerst geldig gepubliceerd in 1989 door Mathis.